# Anderson (Dorset)
Anderson – wieś w Anglii, w hrabstwie Dorset, w dystrykcie (unitary authority) Dorset. Leży 21 km na północny wschód od miasta Dorchester i 164 km na południowy zachód od Londynu.